# Zinn(II)-oxalat
Zinn(II)-oxalat ist eine chemische Verbindung des Zinns aus der Gruppe der Oxalate (also ein Salz der Oxalsäure), die unter anderem als Katalysator eingesetzt wird.

## Eigenschaften
Beim Erhitzen von Zinn(II)-oxalat zersetzt sich die Verbindung zu Zinn(II)-oxid.
{\displaystyle \mathrm {SnC_{2}O_{4}{\xrightarrow {\Delta T}}\ SnO\ +\ CO\ +\ CO_{2}\uparrow } }

## Verwendung
Zinn(II)-oxalat wird verwendet als
- Katalysator zur Herstellung von Estern
- Katalysator bei der Kohlehydrierung (bis zu 0,06 %)[4]
- Reduktionsmittel in der Glasproduktion
- in der Textilindustrie[5]